# Richard Burton
Nota: para o erudito inglês, procure Richard Francis Burton
Richard Burton, CBE (pseudônimo de Richard Walter Jenkins; Pontrhydfen, 10 de novembro de 1925 — Genebra, 5 de agosto de 1984) foi um ator galês.

## Carreira
Burton foi o penúltimo dos doze filhos da família Jenkins. Seu pai era apaixonado por poesia. Ele não pensava em ser ator, mas sim em ser professor.
Estreou no teatro aos dezessete anos pelas mãos do dramaturgo Emilyn Williams. O nome artístico Burton ele buscou em um professor que desde a adolescência o incentivou a seguir a carreira de ator. Ele se formou em Oxford e serviu durante três anos na Real Força Aérea Britânica.
Em Londres ficou conhecido por suas interpretações das obras de Shakespeare, principalmente Hamlet e Henrique IV. Rodou o seu primeiro filme em 1949, The Last Days of Dolwyn. Seu filme de maior sucesso nesse período foi Amargo triunfo, em 1957, dirigido por Nicholas Ray.
Alcançou o status de estrela internacional só nos anos 60, quando atuou ao lado de sua mulher Elizabeth Taylor em grandes produções como Cleópatra em 1963, Gente muito importante em 1963, Quem tem medo de Virgínia Woolf em 1966 e A megera domada em 1967.
Richard Burton e Elizabeth Taylor casaram-se e divorciaram-se duas vezes. O primeiro casamento foi em 1964 e terminou em divórcio em 1973. O segundo foi em 1975 e terminou um ano depois. Isso tudo ocorreu por conta do alcoolismo de Richard. No ano de 1975, Richard e Elizabeth adotaram uma menina alemã, a quem deram o nome de Maria Taylor Burton. Burton também é pai da atriz Kate Burton.

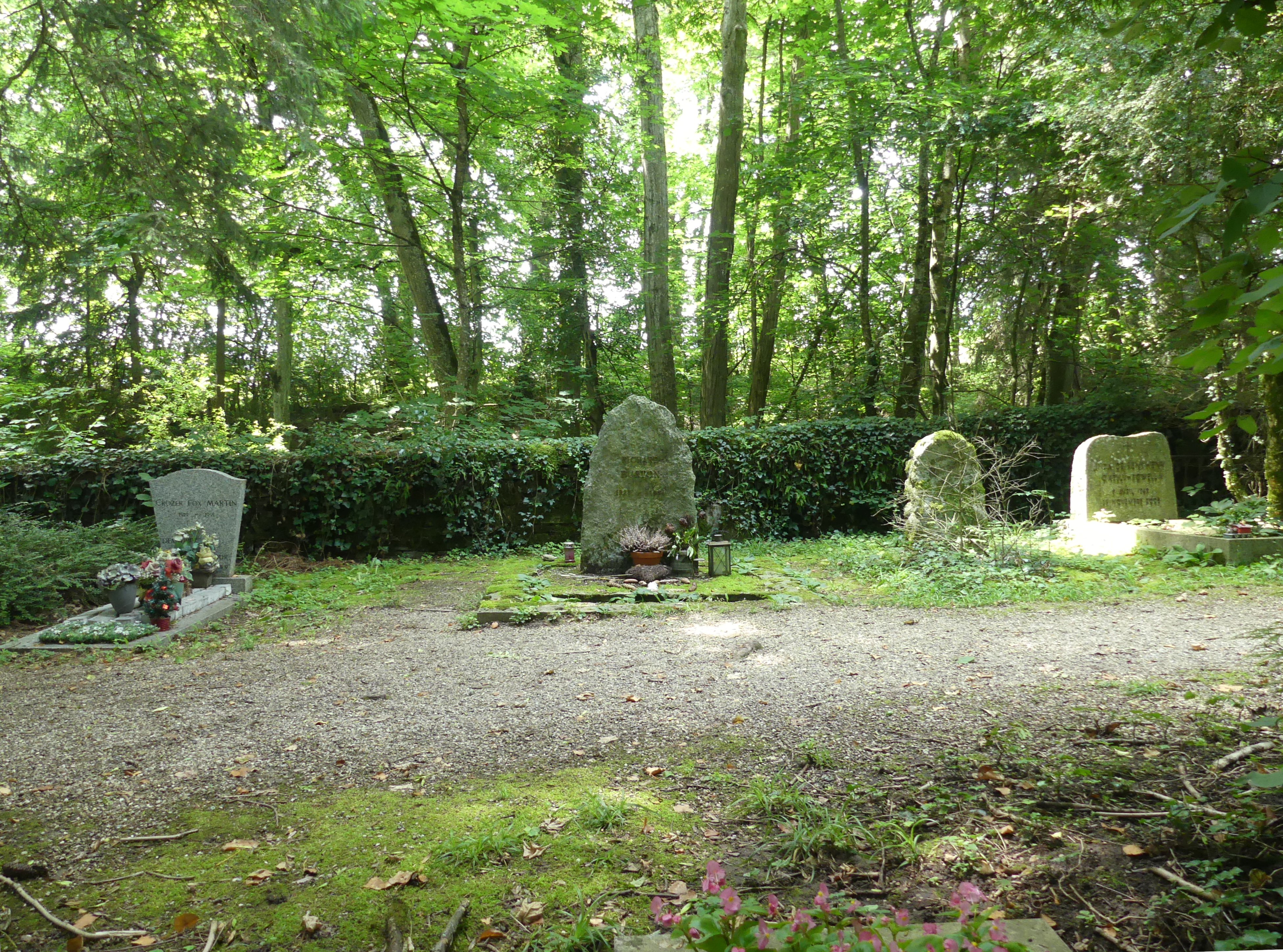
Túmulo de Burton

Devido aos escândalos na vida privada, sua aparição conjunta no drama conjugal Quem tem medo de Virginia Woolf?, baseado numa obra de Edward Albee despertou grande expectativa na imprensa sensacionalista. Foi um filme que falava da vida conjugal de muitas brigas entre ele e a esposa. Eles mesmos protagonizaram o filme.
Após o segundo divórcio de Liz Taylor casou-se com a modelo Susan Hunt. Bebedor inveterado, foi durante esse casamento que tentou parar de beber. Após seis anos, o casamento acabou e voltou a beber muito. Ainda se casaria com a assistente de produção da BBC, Sally Hay.
Fez mais de quarenta filmes e foi indicado ao Oscar de melhor ator por sete vezes, embora nunca tenha sido premiado. Burton morreu de hemorragia cerebral. Encontra-se sepultado no Cemitério Vieux, Céligny, Genebra na Suíça.

## Prêmios

### Óscar
Indicações
- 1952 Melhor Ator coadjuvante, Eu Te Matarei, Querida (Anthony Quinn)
- 1953 Melhor Ator, O Manto Sagrado (William Holden)
- 1964 Melhor Ator, Becket, o favorito do rei (Rex Harrison)
- 1965 Melhor Ator, The Spy Who Came in from the Cold (Lee Marvin)
- 1966 Melhor Ator, Quem tem medo de Virginia Woolf? (Paul Scofield)
- 1969 Melhor Ator, Ana dos mil dias (John Wayne)
- 1977 Melhor Ator, Equus (Richard Dreyfuss)

### BAFTA Awards
- 1967 Melhor Ator, Quem tem medo de Virginia Woolf?
- 1967 Melhor Ator, The Spy Who Came in from the Cold

Indicações
- 1960 Melhor Ator, Odeio Essa Mulher
- 1968 Melhor Ator, A Megera Domada

### Emmy Awards
Indicações
- 1985 Outstanding Supporting Actor in a Limited Series or a Special, Ellis Island

### Prêmios Globo de Ouro
- 1953 Most Promising Newcomer - Male, Eu Te Matarei, Querida
- 1978 Melhor Ator (filme dramático), Equus

Indicações
- 1960 Melhor Ator (filme dramático), Odeio Essa Mulher
- 1965 Melhor Ator (filme dramático), Becket, o favorito do rei
- 1967 Melhor Ator (filme dramático), Quem tem medo de Virginia Woolf?
- 1968 Melhor Ator (comédia ou musical), A Megera Domada
- 1970 Melhor Ator (filme dramático), Ana dos mil dias

### Tony Awards
- 1961 Melhor Ator - Musical, Camelot
- 1976 Special Award

Indicações
- 1959 Melhor Ator - Peça, Time Remembered
- 1964 Melhor Ator - Peça, Hamlet

## Filmografia
| Ano  | Título                                                        | Papel                            | Diretor                             | Coestrelas |
| ---- | ------------------------------------------------------------- | -------------------------------- | ----------------------------------- | --- |
| 1949 | The Last Days of Dolwyn                                       | Gareth                           | Russell Lloyd e Emlyn Williams      | |
| 1949 | Now Barabbas                                                  | Paddy                            | Gordon Parry                        | |
| 1950 | Waterfront                                                    | Ben Satterthwaite                | Michael Anderson                    | |
| 1950 | The Woman with No Name                                        | Nick Chamerd                     | Ladislao Vajda                      | |
| 1951 | Green Grow the Rushes                                         | Robert 'Bob' Hammond             | Derek N. Twist                      | |
| 1952 | Eu Te Matarei, Querida                                        | Philip Ashley                    | Henry Koster                        | Olivia de Havilland, Audrey Dalton, Ronald Squire, George Dolenz e John Sutton                                         |
| 1953 | The Desert Rats                                               | Capt. 'Tammy' MacRoberts         | Robert Wise                         | Robert Newton, Robert Douglas, Torin Thatcher, Chips Rafferty, Charles 'Bud' Tingwell                                  |
| 1953 | O Manto Sagrado                                               | Marcellus Gallio                 | Henry Koster                        | Jean Simmons, Victor Mature, Michael Rennie                                                                            |
| 1955 | O Gênio da Ribalta                                            | Edwin Booth                      | Philip Dunne                        | Maggie McNamara, John Derek, Raymond Massey, Charles Bickford, Elizabeth Sellars, Eva Le Gallienne                     |
| 1955 | As Chuvas de Ranchipur                                        | Dr. Major Rama Safti             | Jean Negulesco                      | Lana Turner, Fred MacMurray                                                                                            |
| 1956 | Alexander the Great                                           | Alexander                        | Robert Rossen                       | Fredric março, Peter Cushing, Barry Jones                                                                              |
| 1957 | Bitter Victory                                                | Capt. Leith                      | Nicholas Ray                        | |
| 1957 | Sea Wife                                                      | Biscuit                          | Bob McNaught                        | Joan Collins, Basil Sydney, Cy Grant                                                                                   |
| 1958 | Odeio Essa Mulher                                             | Jimmy Porter                     | Tony Richardson                     | Claire Bloom, Mary Ure, Edith Evans                                                                                    |
| 1959 | Sen noci svatojanske                                          | Narrator                         | Jirí Trnka                          | |
| 1960 | Ice Palace                                                    | Zeb Kennedy                      | Vincent Sherman                     | |
| 1960 | The Tempest (TV)                                              | Caliban                          | George Schaefer                     | |
| 1960 | The Bramble Bush                                              | Dr. Guy Montford                 | Daniel Petrie                       | |
| 1960 | The Fifth Column (TV)                                         |                                  | John Frankenheimer                  | |
| 1962 | The Longest Day                                               | Flight Officer David Campbell    | Ken Annakin e Andrew Marton         | Eddie Albert, Paul Anka, Sean Connery, Henry Fonda                                                                     |
| 1963 | Cleopatra                                                     | Marco Antônio                    | Joseph L. Mankiewicz                | Elizabeth Taylor, Rex Harrison                                                                                         |
| 1963 | Gente Muito Importante                                        | Paul Andros                      | Anthony Asquith                     | Elizabeth Taylor, Louis Jourdan, Maggie Smith, Orson Welles, Rod Taylor, Elsa Martinelli, Margaret Rutherford          |
| 1964 | Zulu                                                          | Narrador (voz)                   | Cy Endfield                         | Stanley Baker, Jack Hawkins, Ulla Jacobsson, James Booth, Michael Caine                                                |
| 1964 | Becket, o favorito do rei                                     | Thomas à Becket                  | Peter Glenville                     | Peter O'Toole, John Gielgud, Donald Wolfit, Martita Hunt, Pamela Brown, Siân Phillips                                  |
| 1964 | A Noite do Iguana                                             | Rev. Dr. T. Lawrence Shannon     | John Huston                         | Ava Gardner, Deborah Kerr                                                                                              |
| 1964 | Hamlet (1964)                                                 | Hamlet                           | Bill Colleran e John Gielgud        | |
| 1965 | O que é que há, gatinha                                       | Man in Strip Club (sem créditos) | Clive Donner e Richard Talmadge     | Peter Sellers, Peter O'Toole, Romy Schneider, Capucine, Paula Prentiss, Woody Allen, Ursula Andress                    |
| 1965 | Adeus às ilusões                                              | Dr. Edward Hewitt                | Vincente Minnelli                   | Elizabeth Taylor, Eva Marie Saint, Charles Bronson                                                                     |
| 1965 | The Spy Who Came in from the Cold                             | Alec Leamas                      | Martin Ritt                         | Claire Bloom, Oskar Werner, George Voskovec                                                                            |
| 1966 | Quem tem medo de Virginia Woolf?                              | George                           | Mike Nichols                        | Elizabeth Taylor, George Segal, Sandy Dennis                                                                           |
| 1967 | A Megera Domada                                               | Petruchio                        | Franco Zeffirelli                   | Elizabeth Taylor |
| 1967 | Doctor Faustus (filme)                                        | Doctor Faustus                   | ele mesmo e Nevill Coghill          | Elizabeth Taylor, Andreas Teuber                                                                                       |
| 1967 | Os Farsantes                                                  | Brown                            | Peter Glenville                     | Elizabeth Taylor, Alec Guinness, Peter Ustinov                                                                         |
| 1968 | Boom                                                          | Chris Flanders                   | Joseph Losey                        | Elizabeth Taylor |
| 1968 | Desafio das águias                                            | Maj. Jonathan Smith, MC          | Brian G. Hutton                     | Clint Eastwood e Mary Ure.                                                                                             |
| 1968 | Candy                                                         | MacPhisto                        | Christian Marquand                  | Ewa Aulin, John Astin, Charles Aznavour, Marlon Brando                                                                 |
| 1969 | Staircase                                                     | Harry Leeds, Owner of Chez Harry | Stanley Donen                       | Rex Harrison |
| 1969 | Anne of the Thousand Days                                     | King Henry VIII                  | Charles Jarrott                     | Geneviève Bujold, Anthony Quayle, Irene Papas                                                                          |
| 1971 | Mooch Goes to Hollywood (TV)                                  | Narrador (sem créditos)          | Richard Erdman                      | |
| 1971 | Raid on Rommel                                                | Capt. Alex Foster                | Henry Hathaway                      | John Colicos, Clinton Greyn, Wolfgang Preiss, Danielle De Metz                                                         |
| 1971 | Villain                                                       | Vic Dakin                        | Michael Tuchner                     | Ian McShane, T. P. McKenna, Frank Fletcher, Donald Sinden                                                              |
| 1972 | Under Milk Wood                                               | Narrador                         | Andrew Sinclair                     | |
| 1972 | O Assassinato de Trotsky                                      | Leon Trotsky                     | Joseph Losey                        | Alain Delon, Romy Schneider                                                                                            |
| 1972 | Hammersmith Is Out                                            | Hammersmith                      | Peter Ustinov                       | |
| 1972 | Bluebeard                                                     | Baron von Sepper                 | Edward Dmytryk e Luciano Sacripanti | |
| 1973 | Divorce His - Divorce Hers (TV)                               | Martin Reynolds                  | Waris Hussein                       | Elizabeth Taylor |
| 1973 | Sutjeska                                                      | Josip Broz Tito                  | Stipe Delic                         | |
| 1973 | Rappresaglia                                                  | Lt. Col. Herbert Kappler         | George P. Cosmatos                  | |
| 1974 | Il Viaggio                                                    | Cesare Braggi                    | Vittorio De Sica                    | |
| 1974 | The Klansman                                                  | Breck Stancill                   | Terence Young                       | Lee Marvin |
| 1974 | Brief Encounter (TV)                                          | Alec Harvey                      | Alan Bridges                        | Sophia Loren, Jack Hedley, John Le Mesurier                                                                            |
| 1974 | The Gathering Storm (TV)                                      | Winston Churchill                | Herbert Wise                        | |
| 1977 | Exorcist II: The Heretic                                      | Father Philip Lamont             | John Boorman                        | Linda Blair e Louise Fletcher                                                                                          |
| 1977 | Equus (filme)                                                 | Martin Dysart                    | Sidney Lumet                        | Peter Firth, Jenny Agutter, Joan Plowright, Colin Blakely                                                              |
| 1978 | The Medusa Touch                                              | John Morlar                      | Jack Gold                           | Lino Ventura, Lee Remick, Harry Andrews                                                                                |
| 1978 | The Wild Geese                                                | Col. Allen Faulkner              | Andrew V. McLaglen                  | Roger Moore, Richard Harris, Hardy Kruger                                                                              |
| 1978 | Absolution                                                    | Father Goddard                   | Anthony Page                        | |
| 1979 | Steiner - Das eiserne Kreuz, 2. Teil                          | Sgt. Steiner                     | Andrew V. McLaglen                  | |
| 1980 | Circle of Two                                                 | Ashley St. Clair                 | Jules Dassin                        | Tatum O'Neal |
| 1981 | Lovespell                                                     | King Mark of Cornwall            | Tom Donovan                         | |
| 1983 | Wagner                                                        | Richard Wagner                   | Tony Palmer                         | Vanessa Redgrave, Gemma Craven, John Gielgud, Ralph Richardson, Laurence Olivier, Laszlo Galffi, Michel Herz-Kestranek |
| 1984 | 1984                                                          | O'Brien                          | Michael Radford                     | John Hurt, Suzanna Hamilton, Cyril Cusack                                                                              |
| 1984 | Ellis Island (série de televisão)\| Ellis Island (minissérie) | Sen. Phipps Ogden                | Jerry London                        | |